# S7-es autóút (Ausztria)
Az S7-es gyorsforgalmi út (németül Fürstenfelder Schnellstraße) egy építés alatt álló gyorsforgalmi út Ausztriában, mely a magyar M80-as autóút folytatásaként a magyar határt köti össze az osztrák A2-es autópályával, Graz irányába. Célja a Graz és Budapest közötti forgalom felgyorsítása, valamint a B65-ös út menti települések tehermentesítése a jelentős tranzitforgalomtól. Az E66-os európai út része. Az első szakaszt 2024 márciusában adták át.

## Nyomvonala
Az út teljes tervezett hossza 28,4 km, mely két építési szakaszból áll.

### Nyugati szakasz
A 14,8 km-es nyugati szakasz nyomvonala az A2-es autópálya 135+900-as kilométerszelvényében újonnan kialakítandó Großwilfersdorfhoz tartozó riegersdorfi csomópont és a Radafalvához tartozó Dobrafalva között halad. A szakasz jelentős része erdőn halad keresztül. A szakaszra két közbenső csomópontot és két (egy 1 km-es és egy 3 km-es) alagutat is terveznek.

### Keleti szakasz
A 13,6 km-es keleti szakasz Dobrafalvától halad az osztrák–magyar határig, melyet az osztrák Rábakeresztúr és a magyar Szentgotthárd között ér el. A szakasz két közbenső csomópontot és egy 630 m-es alagutat is magában foglal.

## Története
Az S7-es autóút először 1971-ben került nevesítésre a fejlesztendő autóutak felsorolását tartalmazó jogszabályban. 2012-ben, mialatt a keleti szakaszra vonatkozó környezeti hatásvizsgálat még folyamatban volt, a nyugati szakasz építési munkálatainak megkezdését 2013 elejére tervezték. Ennek érdekében 2012 novemberében az osztrák autópálya-kezelő, az ASFiNAG megbízásából meg is kezdték a nyomvonal mentén a fakivágásokat, azonban egy eljárási hibára hivatkozva az előkészületeket napokon belül leállíttatták. Az ASFiNAG akkor még azt ígérte, hogy a formai hibát rövidesen kijavítják, és az építési munkálatok 2013 őszén megkezdődhetnek. A Királyfalvánál 2012 decemberében megkezdett régészeti feltárás azonban jelentős, újkőkori kerámialeletet hozott a felszínre, és régészek az egyik legősibb, i. e. 4000 környékéről származó burgenlandi településmaradványt vélték megtalálni. A környezeti hatásvizsgálattal kapcsolatos formai hibák miatt a vonatkozó engedélyezési eljárást végül az elejéről kellett újraindítani, miközben az építkezéssel kapcsolatos viták is fellángoltak, és az építkezés megkezdése évekkel későbbre tolódott. Az alapkő letételére 2015. május 21-én sor került, de a tiltakozások és panaszok miatt az építkezés nem kezdődhetett meg. 2017 januárjában bejelentették, hogy az építést kiszolgáló anyagmozgatást és felvonulást segítő 12 km hosszú szállítóút építését 2017 áprilisában megkezdik. A beruházás megkezdésének pillanatában azonban kiderült, hogy a vízjogi engedély nem jogerős, így az építkezés el sem kezdődhetett. A vízjogi engedélyezést követően kiegészített és jogerős építési engedély végül 2017. augusztus 26-án került kiadásra. 2017. december 18-án bejelentették, hogy minden rendelkezésre áll a kivitelezés megindítására a nyugati szakaszon.

### Nyugati szakasz építése
A nyugati szakaszra vonatkozó engedélyezési eljárás 2015. februárban lezárult. Az építési folyamat az építéselőkészítési és régészeti munkákkal kezdődött, az ünnepélyes alapkőletételre 2015. május 21-én került sor. A kivitelezés megindítására a tervi hiányosságok miatt nem került sor. 2017. december 18-án bejelentették, hogy immár minden rendelkezésre áll a kivitelezés megindítására. 2018 júniusában elkezdődtek az építést előkészítő munkák és a kivitelezés. 2019. január 26-án megkezdődött a Rudersdorf Tunnel építése. A 2,9 km hosszú alagút a legnagyobb ilyen műtárgy lesz a gyorsforgalmi úton. Építése 1,8 km-en mélyépítéssel, míg 1,1 km-en nyílt munkagödörben történik.
Az útszakasz átadását 2024. márciusában tervezik. A beruházás során huszonnégy híd – 10 m és 200 m közötti hosszakkal –, egy 1 km-es terep alatti nyomvonalvezetés Speltenbachnál, valamlint egy 2,9 km-es alagút épül Rudersdorfnál. A 640 millió eurós beruházásból 100 milliót a környezetvédelemre fordítanak és az erdők pótlása mellett 14 kétéltű ívóhelyet, mintegy 200 denevérfészket és tíz feketególya-menedéket fognak építeni.
A keleti szakaszon az építési munkálatok megkezdését 2020 őszére tervezték, az útszakasz átadását pedig 2023-ra várták.

### Tiltakozások
Az út ellen lakossági tiltakozások történtek, egy szervezetet is létrehoztak Allianz gegen die S7 – magyarul Szövetség az S7-es ellen – néven.

## Külső hivatkozások
- Az útszakasz oldala a közlekedési minisztérium weboldalán
- Az építési projekt oldala az osztrák autópálya-kezelő weboldalán
- Az Allianz gegen die S7 honlapja (német nyelven)